# La Bastide-Clairence
La Bastide-Clairence è un comune francese di 1 001 abitanti situato nel dipartimento dei Pirenei Atlantici nella regione della Nuova Aquitania.

## Società

### Evoluzione demografica
Abitanti censiti

## Edifici di culto

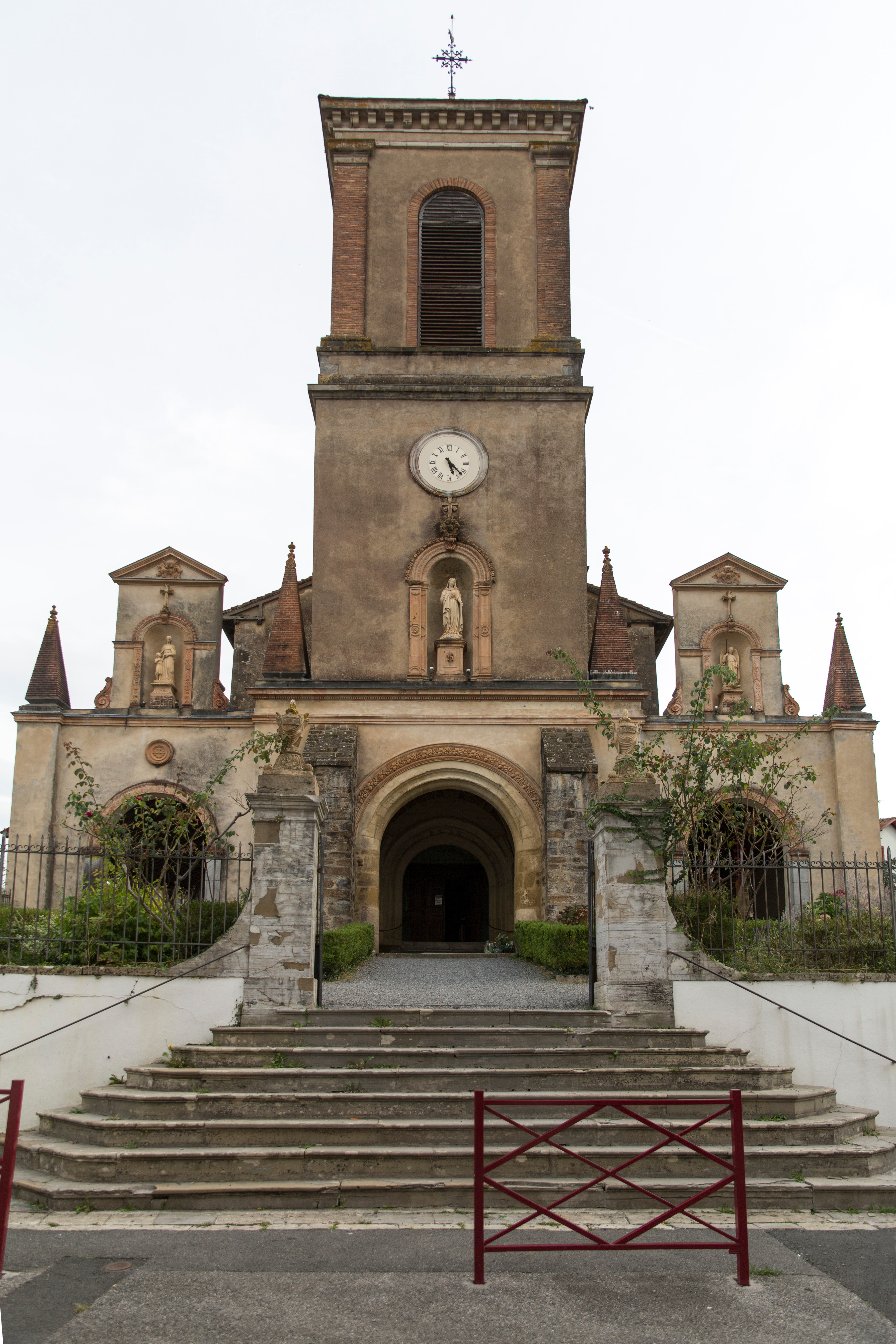
La chiesa dell'Assunta.
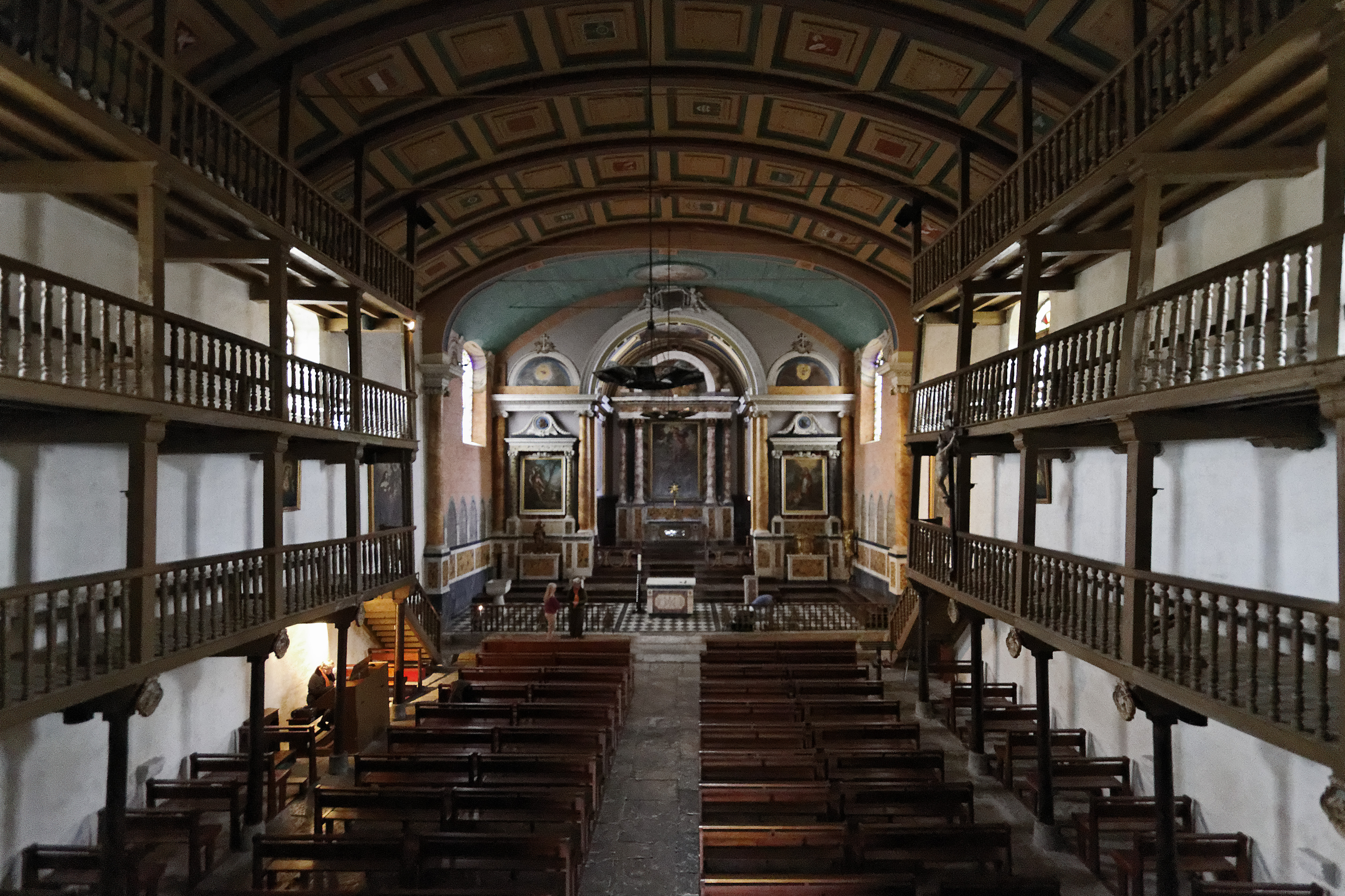
L'interno della chiesa e le sue gallerie.
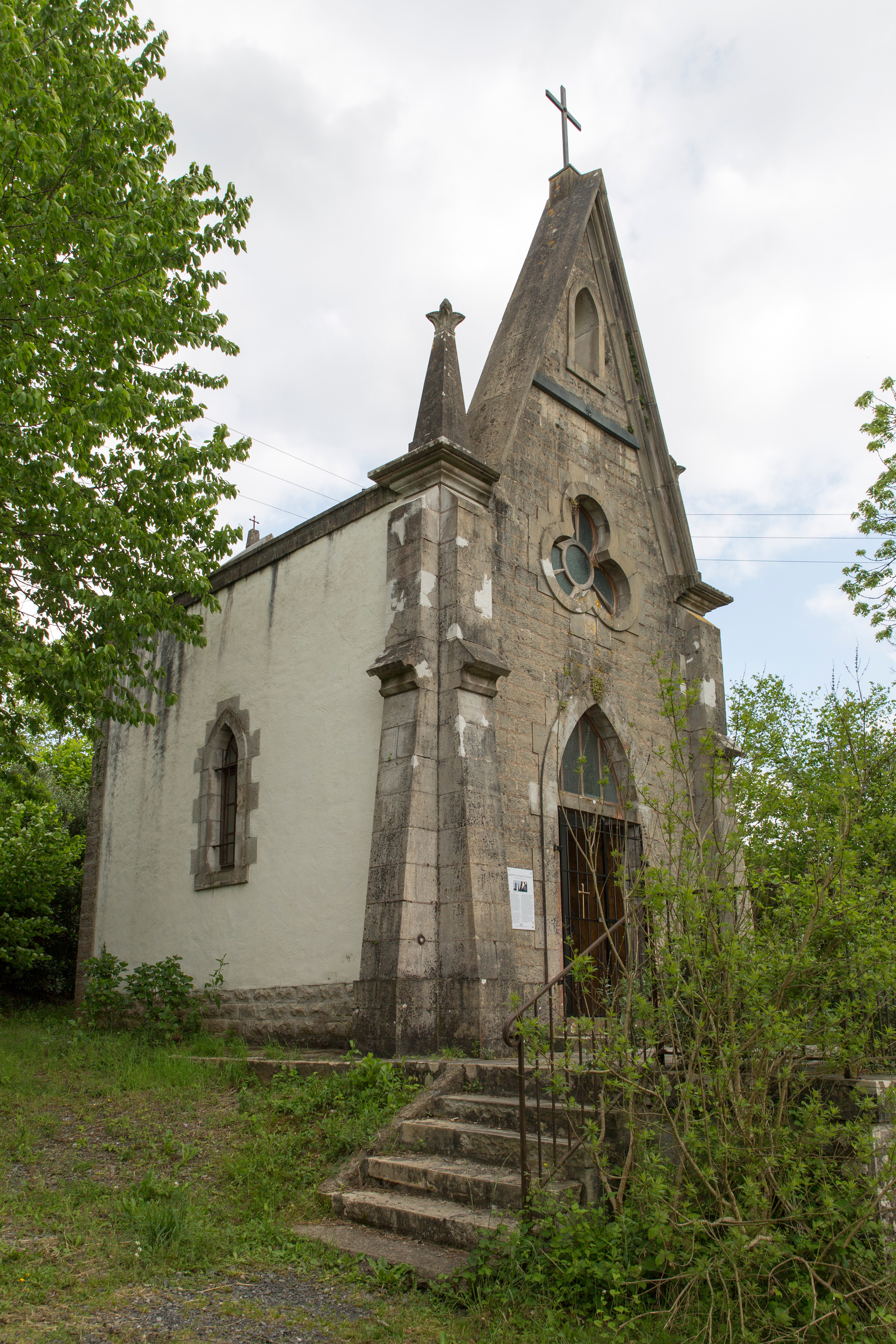
Cappella di Notre-Dame de Clairence